# 28-я пехотная дивизия (Австро-Венгрия)
28-я пехотная дивизия (нем. 28. Infanterie-Truppendivision) —  пехотная дивизия императорской и королевской армий Австро-Венгрии, которая действовала во время первой мировой войны.

## Структура

### Организация дивизии в 1913-1914 гг.
- Штаб 28-й пехотной дивизии в Любляне
- 55-я пехотная бригада в Триесте
- 56-я пехотная бригада в Гориции
- 94-я пехотная бригада в Толмине
- Полевой артиллерийский полк № 7 в Любляне
- Полк полевых орудий № 8 в Гориции
- 3-й дивизион тяжелых гаубиц в Випаве

## Командиры
- Фельдмаршал-лейтенант Рудольф фон Шаванн (до 1906)
- Фельдмаршал-лейтенант Оскар Дильманн фон Дильмонт (1906 – 1908)
- Фельдмаршал-лейтенант Карл Мария фон Ланг (1908 – 1909)
- Фельдмаршал-лейтенант Людвиг Матушка (1909  – 1911)
- Фельдмаршал-лейтенант Герман Кусманек фон Бургнойштадтен (1911 – 1913)
- Генерал-майор Курт Георг фон Лауэндорф (1918)